# 常光徹
常光 徹 （つねみつ とおる、1948年8月23日 - ）は、日本の民俗学者（口承文芸・民俗信仰）、文筆家。学位は博士（民俗学）（國學院大學・2004年）。国立歴史民俗博物館名誉教授、総合研究大学院大学名誉教授。神奈川大学大学院歴史民俗資料学研究科非常勤講師(-2021年)。
都内の公立中学校教員を経て、学習院大学文学部講師、国立歴史民俗博物館助教授、総合研究大学院大学助教授。同教授。2008年、国立歴史民俗博物館副館長。2014年、定年退職、名誉教授。日本民俗学会第28期会長。日本口承文芸学会会長（2001、2年度）。高知県観光特使。

## 著作

### 単著
- 『学校の怪談―口承文芸の展開と諸相』（ミネルヴァ書房、1993年／角川ソフィア文庫、2002年)
- 『うわさと俗信 ―民俗学の手帖から』（高知新聞社、1997年／河出書房新社、20216年)
- 『親指と霊柩車―まじないの民俗』（歴博ブックレット14：歴史民俗博物館振興会、2000年)
- 『しぐさの民俗学―呪術的世界と心性』（ミネルヴァ書房、2006年／角川ソフィア文庫、2016年）
- 『妖怪の通り道―俗信の想像力』（吉川弘文館、2013年)
- 『折々の民俗学』（河出書房新社、2016年）
- 『予言する妖怪』（歴博ブックレット31、2016年）
- 『魔除けの民俗学―家・道具・災害の俗信』（角川選書、2019年）
- 『日本俗信辞典　衣裳編』(角川ソフィア文庫、2021年7月)
- 『日本俗信辞典　身体編』(角川ソフィア文庫、2024年7月）

### 編著
- 『土佐の世間話―今朝道爺異聞』（石井今朝道語り）（青弓社、1993年)
- 『妖怪変化―民俗学の冒険③』（ちくま新書、1999年)
- 『国立歴史民俗博物館研究報告 兆・応・禁・呪の民俗誌』174集、2012年）
- 『河童とはなにか』（岩田書院、2014年）
- 『疫病と妖怪―アマビエと予言獣』（こぶな書店、2023年）図鑑解説、画：楢喜八

### 共編著
- 『三右衛門話―能登の昔話』大島広志共編著（桜楓社、1976年)
- 『扇屋おつる―岩手県衣川の昔話』花部英雄共編著（みちのく民芸企画、1982年)
- 『日本伝説体系 第5巻　南関東』宮田登ほか共編著（みずうみ書房、1986年)
- 『ピアスの白い糸―日本の現代伝説』池田香代子ほか共編著（白水社、1994年)
- 『魔女の伝言板―日本の現代伝説』近藤雅樹ほか共編著（白水社、1995年)
- 『走るお婆さん―日本の現代伝説』池田香代子ほか共編著(白水社、1996年)
- 『幸福のＥメール―日本の現代伝説』岩倉千春ほか共編著(白水社、1999年)
- 『日本の民話を学ぶ人のために』福田晃・斎藤寿始子共編著（世界思想社、2000年)
- 『講座日本の伝承文学 第9巻  口頭伝承〈トナエ・ウタ・コトワザ〉の世界』福田晃・真鍋昌弘共編著（三弥井書店、2003年)
- 『鳥海山麓のむかし話―佐藤タミの語り』黒沢せいこ共編著（イズミヤ出版、2009年)
- 『はじめて学ぶ民俗学』福田アジオほか共編著(ミネルヴァ書房、2015年)

### 共著
- 『異界談義』京極夏彦・小松和彦・池上良正・鈴木一馨・山田慎也・島村恭則・内田順子共著（角川書店、2002年)
- 『シリーズことばの世界 第3巻 はなす』飯島吉晴ほか共著（三弥井書店、2007年)
- 『知っておきたい日本の年中行事事典』福田アジオ・菊池健策・山崎祐子・福原敏男共著（吉川弘文館、2012年)

### 児童書
- 『学校の怪談』全19巻、楢喜八絵 （講談社KK文庫、1990-2014年) - 映画「学校の怪談」(東宝)原作。
- 『妖怪図鑑』飯野和好絵（絵本）（童心社、1994年)
- 『妖怪絵巻』飯野和好絵（絵本）（童心社、1997年)
- 『なぜ、おふろにしょうぶをいれるの？』伊藤秀男絵(紙芝居) (童心社、2001年)
- 『おにはそとふくはうち』梶山俊夫絵（絵本）（世界文化社、2012年)
- 『怪談レストラン』シリーズ、全50巻。編集委員、共著。（童心社、1996-2007年)
- 『妖怪伝説大百科』上下巻。監修、共著。（ポプラ社、2011年)
- 『てんぐのかくれみの』長野ヒデ子絵（紙芝居）（童心社、2012年）
- 『怪談オウマガドキ学園』シリーズ。全30巻。責任編集、共著。（童心社、2013年)
- 『たなばたにょうぼう』野村たかあき絵（絵本）（童心社、2017年）
- 『じごくにいったかんねどん』かつらこ絵（絵本）（童心社、2017年）
- 『せつぶんのおに』伊藤秀男絵（絵本）（童心社、2018年）
- 『めしくわぬにょうぼう』飯野和好絵（絵本）（童心社、2018年）